# Sérilhac
Sérilhac est une commune française située dans le département de la Corrèze en région Nouvelle-Aquitaine.
Ses habitants sont les "Sérilhacois" et "Sérilhacoises".

## Géographie
La Roanne, affluent de la Corrèze, marque la limite communale au nord.
Le bourg de Sérilhac est à l'altitude de 250 mètres environ.

### Communes limitrophes
Les communes limitrophes sont  Beynat, Lagleygeolle et Le Pescher.
| Lagleygeolle et Beynat | Beynat                     | Beynat               |
| Lagleygeolle           | Sérilhac                   | Beynat et Le Pescher |
| Lagleygeolle           | Le Pescher et Lagleygeolle | Le Pescher           |

### Climat
Pour des articles plus généraux, voir Climat de la Nouvelle-Aquitaine et Climat de la Corrèze.
Historiquement, la commune est exposée à un climat montagnard.  
En 2020, Météo-France publie une typologie des climats de la France métropolitaine dans laquelle la commune est exposée à un climat de montagne et est dans la région climatique  Ouest et nord-ouest du Massif Central, caractérisée par une pluviométrie annuelle de 900 à 1 500 mm, maximale en automne et en hiver.
Pour la période 1971-2000, la température annuelle moyenne est de 12,3 °C, avec  une amplitude thermique annuelle de 15,2 °C. Le cumul annuel moyen de précipitations est de 1 187 mm, avec 12 jours de précipitations en janvier et 7,4 jours en juillet. Pour la période 1991-2020, la température moyenne annuelle observée sur la station météorologique la plus proche, située sur la commune d'Argentat-sur-Dordogne à 17 km à vol d'oiseau, est de 12,7 °C et le cumul annuel moyen de précipitations est de 1 145,5 mm,. Pour l'avenir, les paramètres climatiques de la commune estimés pour 2050 selon différents scénarios d’émission de gaz à effet de serre sont consultables sur un site dédié publié par Météo-France en novembre 2022.

## Urbanisme

### Typologie
Au 1er janvier 2024, Sérilhac est catégorisée commune rurale à habitat très dispersé, selon la nouvelle grille communale de densité à 7 niveaux définie par l'Insee en 2022.
Elle est située hors unité urbaine. Par ailleurs la commune fait partie de l'aire d'attraction de Brive-la-Gaillarde, dont elle est une commune de la couronne,. Cette aire, qui regroupe 80 communes, est catégorisée dans les aires de 50 000 à moins de 200 000 habitants,.

### Occupation des sols
L'occupation des sols de la commune, telle qu'elle ressort de la base de données européenne d’occupation biophysique des sols Corine Land Cover (CLC), est marquée par l'importance des territoires agricoles (50,3 % en 2018), en augmentation par rapport à 1990 (47,5 %). La répartition détaillée en 2018 est la suivante : 
forêts (49,7 %), prairies (40,3 %), zones agricoles hétérogènes (7,5 %), cultures permanentes (2,5 %).
L'évolution de l’occupation des sols de la commune et de ses infrastructures peut être observée sur les différentes représentations cartographiques du territoire : la carte de Cassini (XVIIIe siècle), la carte d'état-major (1820-1866) et les cartes ou photos aériennes de l'IGN pour la période actuelle (1950 à aujourd'hui).

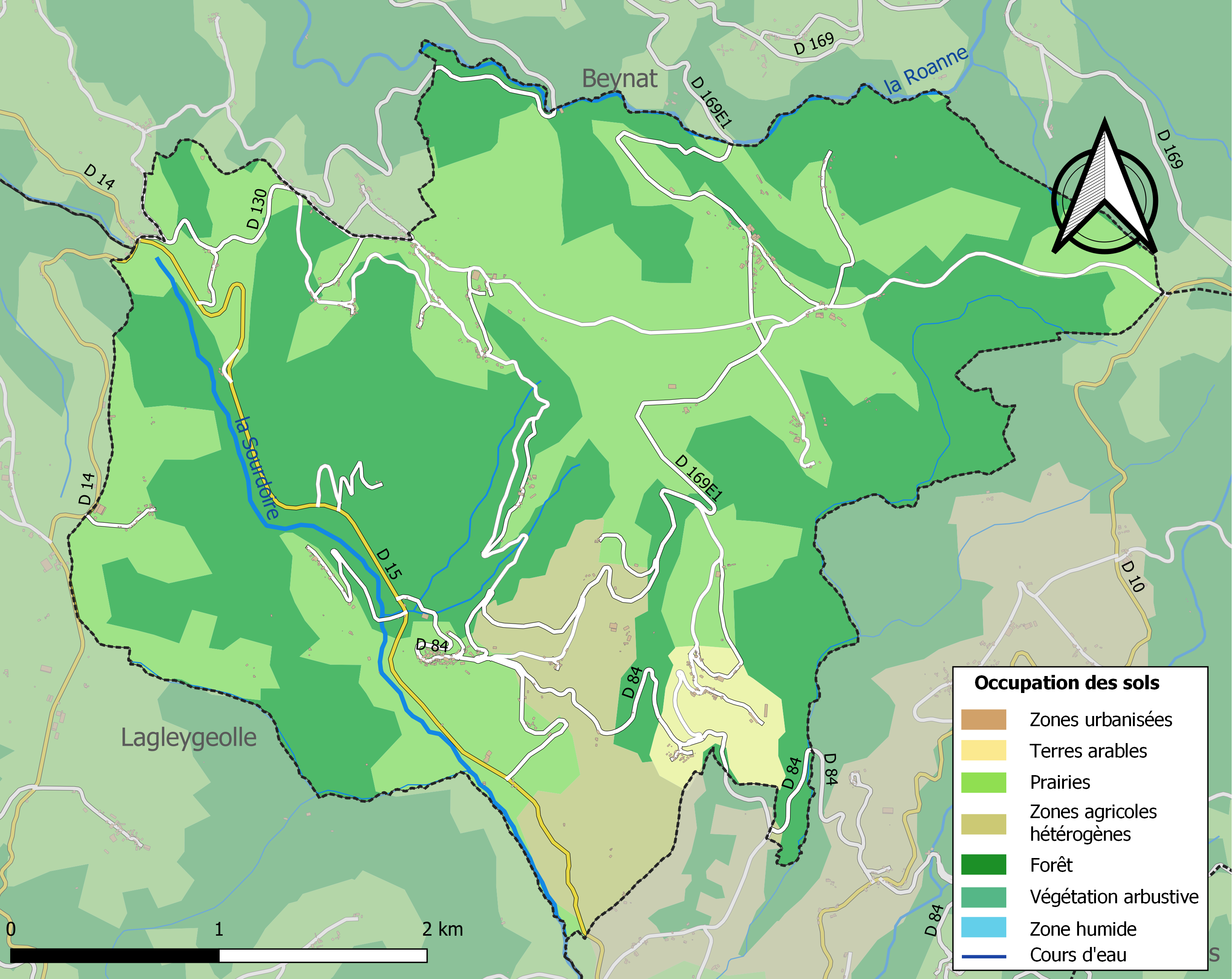
Carte des infrastructures et de l'occupation des sols de la commune en 2018 (CLC).

### Risques majeurs
Le territoire de la commune de Sérilhac est vulnérable à différents aléas naturels : météorologiques (tempête, orage, neige, grand froid, canicule ou sécheresse), feux de forêts et séisme (sismicité très faible). Il est également exposé à un risque particulier : le risque de radon. Un site publié par le BRGM permet d'évaluer simplement et rapidement les risques d'un bien localisé soit par son adresse soit par le numéro de sa parcelle.

#### Risques naturels

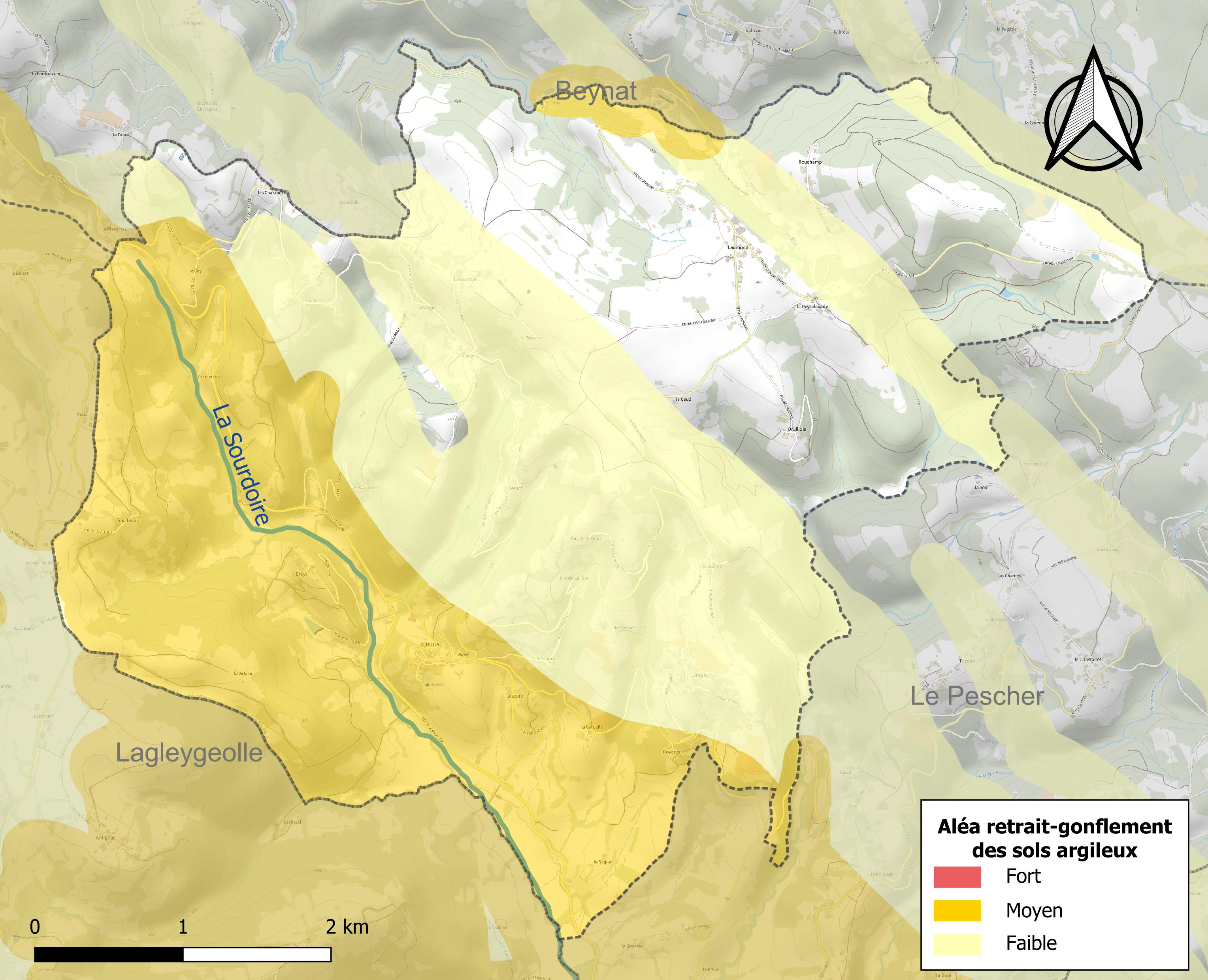
Carte des zones d'aléa retrait-gonflement des sols argileux de Sérilhac.

Le retrait-gonflement des sols argileux est susceptible d'engendrer des dommages importants aux bâtiments en cas d’alternance de périodes de sécheresse et de pluie. 34,3 % de la superficie communale est en aléa moyen ou fort (26,8 % au niveau départemental et 48,5 % au niveau national). Sur les 188 bâtiments dénombrés sur la commune en 2019,  72 sont en aléa moyen ou fort, soit 38 %, à comparer aux 36 % au niveau départemental et 54 % au niveau national. Une cartographie de l'exposition du territoire national au retrait gonflement des sols argileux est disponible sur le site du BRGM,.
Concernant les feux de forêt, aucun plan de prévention des risques incendie de forêt (PPRIF) n’a été établi en Corrèze, néanmoins le code de l’urbanisme impose la prise en compte des risques dans les documents d’urbanisme. Le périmètre des servitudes d'utilité publique et des zones d'obligation légale de débroussaillement pour les particuliers est quant à lui défini pour la commune dans une carte dédiée. 

#### Risque particulier
Dans plusieurs parties du territoire national, le radon, accumulé dans certains logements ou autres locaux, peut constituer une source significative d’exposition de la population aux rayonnements ionisants. Certaines communes du département sont concernées par le risque radon à un niveau plus ou moins élevé. Selon la classification de 2018, la commune de Sérilhac est classée en zone 3, à savoir zone à potentiel radon significatif. 

## Toponymie
Selon Michel Prodel, le nom de la commune était en 868, Sariacum, qui veut dire "mettre en culture après avoir arraché les arbres et débrouissaillé". Pour Michel Prodel Sérilhac veut donc dire : "soit des domaines du 'faucheur', du 'défricheur' [...] soit désigne des terrains pris sur la forêt et les terres incultes, c'est-à-dire des essarts".

## Histoire
Par décret de 1897, Le Pescher qui était un simple village de la commune de Sérilhac, devient une commune à part entière.

## Démographie
L'évolution du nombre d'habitants est connue à travers les recensements de la population effectués dans la commune depuis 1793. Pour les communes de moins de 10 000 habitants, une enquête de recensement portant sur toute la population est réalisée tous les cinq ans, les populations de référence des années intermédiaires étant quant à elles estimées par interpolation ou extrapolation. Pour la commune, le premier recensement exhaustif entrant dans le cadre du nouveau dispositif a été réalisé en 2006.

En 2022, la commune comptait 273 habitants, en évolution de +1,87 % par rapport à 2016 (Corrèze : −0,59 %, France hors Mayotte : +2,11 %).
| 1793  | 1800  | 1806  | 1821  | 1831  | 1836  | 1841  | 1846  | 1851  |
| ----- | ----- | ----- | ----- | ----- | ----- | ----- | ----- | ----- |
| 1 873 | 1 570 | 1 757 | 1 821 | 2 076 | 2 070 | 2 111 | 2 023 | 2 140 |

| 1856  | 1861  | 1866  | 1872  | 1876  | 1881  | 1886  | 1891  | 1896  |
| ----- | ----- | ----- | ----- | ----- | ----- | ----- | ----- | ----- |
| 1 986 | 1 903 | 1 977 | 1 751 | 1 745 | 1 708 | 1 739 | 1 637 | 1 576 |

| 1901 | 1906 | 1911 | 1921 | 1926 | 1931 | 1936 | 1946 | 1954 |
| ---- | ---- | ---- | ---- | ---- | ---- | ---- | ---- | ---- |
| 778  | 800  | 811  | 696  | 624  | 571  | 543  | 468  | 483  |

| 1962 | 1968 | 1975 | 1982 | 1990 | 1999 | 2006 | 2011 | 2016 |
| ---- | ---- | ---- | ---- | ---- | ---- | ---- | ---- | ---- |
| 412  | 365  | 352  | 313  | 308  | 313  | 289  | 280  | 268  |

| 2021 | 2022 | - | - | - | - | - | - | - |
| ---- | ---- | - | - | - | - | - | - | - |
| 273  | 273  | - | - | - | - | - | - | - |

## Lieux et monuments
- Église Saint-Nicolas de Sérilhac.
- Fouilloux, à l'ouest de la commune: village qui appartenait aux hospitaliers de l'ordre de Saint-Jean de Jérusalem. Il faisait partie de la commanderie de Puy de Noix et du membre dit de Sérilhac qui formait une seigneurie avec toute justice comprenant les villages de Antignac, Bouix, Le Peuch et Cheyssiol (Cheyssol)[27].
- Laumond, au nord-est de la commune: village qui a appartenu également aux hospitaliers. En 1618, le sénéchal du Bas-Limousin reconnait que le village de Laumond appartient au commandeur de Carlat (Cantal)[28]. En 1758, le commandeur bail à ferme le membre de Laumond dans la paroisse de Sérilhac[29]. Le membre principal de la commanderie de Carlat dans cette partie du Limousin et du diocèse de Tulle était Mascheix où était collecté la dîme et le cens de Laumond et Servut et uniquement le cens sur La Faye, Mascheix et Le Til[30].

## Personnalités liées à la commune
- Au village de Lescurotte naquit le 13 mars 1763, Pierre Joseph Bédoch, qui fut avocat à Brive-la-Gaillarde, puis nommé accusateur public à Tulle, et procureur général. Pendant les Cent-Jours, Napoléon le nomma conseiller d'État. Il fut élu sept fois à la Chambre des députés.
- Pierre Toussaint[31] et son épouse et Julia Champ[32],[33] Justes parmi les nations en 2009, pour avoir caché et protégé une mère et sa fille de confession juive entre 1943 et 1944.

## Héraldique
| Blason de Sérilhac | Blason  | D'or à trois corbeaux de sable posés 2 et 1, au franc-canton coticé d'or et de gueules de douze pièces. |
| Blason de Sérilhac | Détails | Armes des Ornhac et de Turenne. Voté par le conseil municipal le 15 janvier 1980.                       |